# Haus Liborius

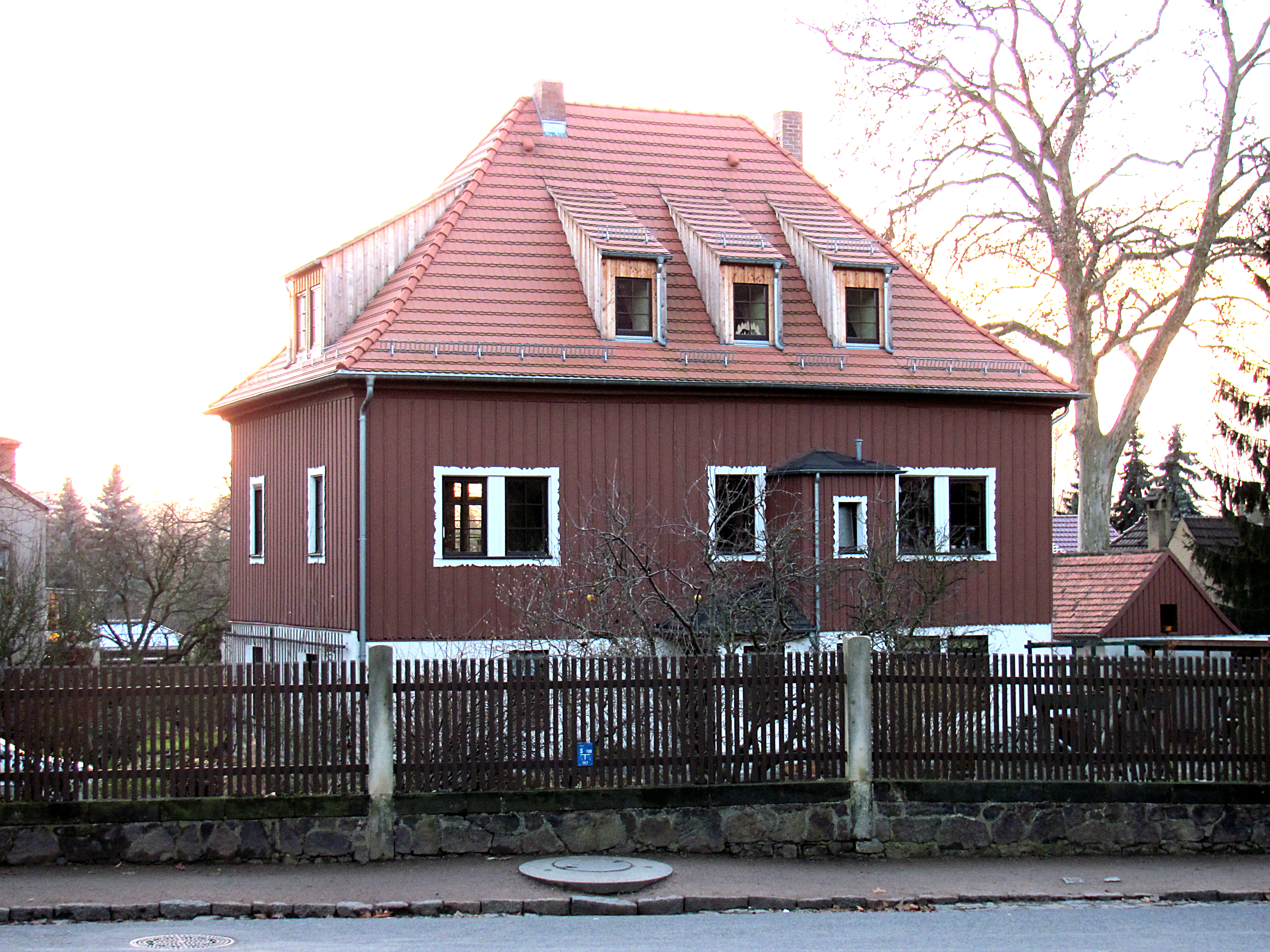
Haus Liborius, 2012

Haus Liborius ist das denkmalgeschützte Winzerhaus des ehemaligen Weinguts gleichen Namens in der Lage Radebeuler Johannisberg, es steht im Radebeuler Stadtteil Niederlößnitz in der Ludwig-Richter-Allee 21 an der Ecke zu Am Jacobstein. Es wurde auf dem Gelände des Weinbergs Liborius errichtet und ist heute ein „Zeugnis für den jahrhundertelangen Weinbau in der Lößnitz, baugeschichtlich und ortsentwicklungsgeschichtlich von Bedeutung“.

## Beschreibung
Das zweigeschossige Winzerhaus mit hohem, ziegelgedecktem Walmdach steht mit seiner Längsseite zur Straße Am Jacobstein. Dort gibt es eine Treppe in einen Vorbau, die in das Obergeschoss führt. Auf der Rückseite des Gebäudes nach Süden gibt es einen Balkon auf Holzstützen.
Der im Erdgeschoss verputzte Bau ist im Obergeschoss verbrettert. Die Fenster des Obergeschosses werden durch verzierte Holzgewände eingefasst.
Unter dem Haus befinden sich zwei Gewölbekeller.

## Geschichte

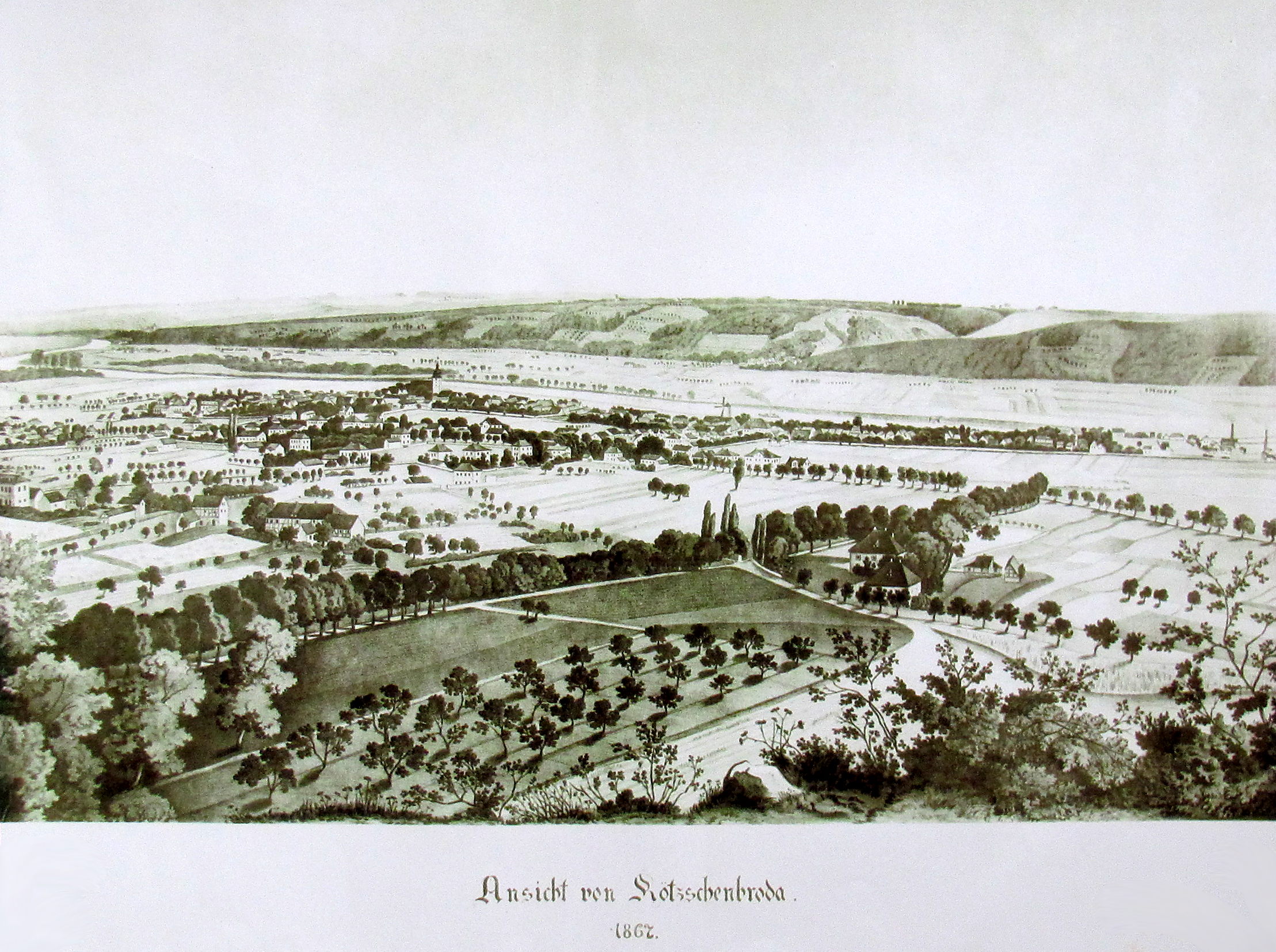
Ansicht von Kötzschenbroda. 1867. Zeitgenössische Lithografie. Haus Liborius und das Untere Berghaus finden sich auf halber Höhe, bei etwa einem Drittel von rechts.

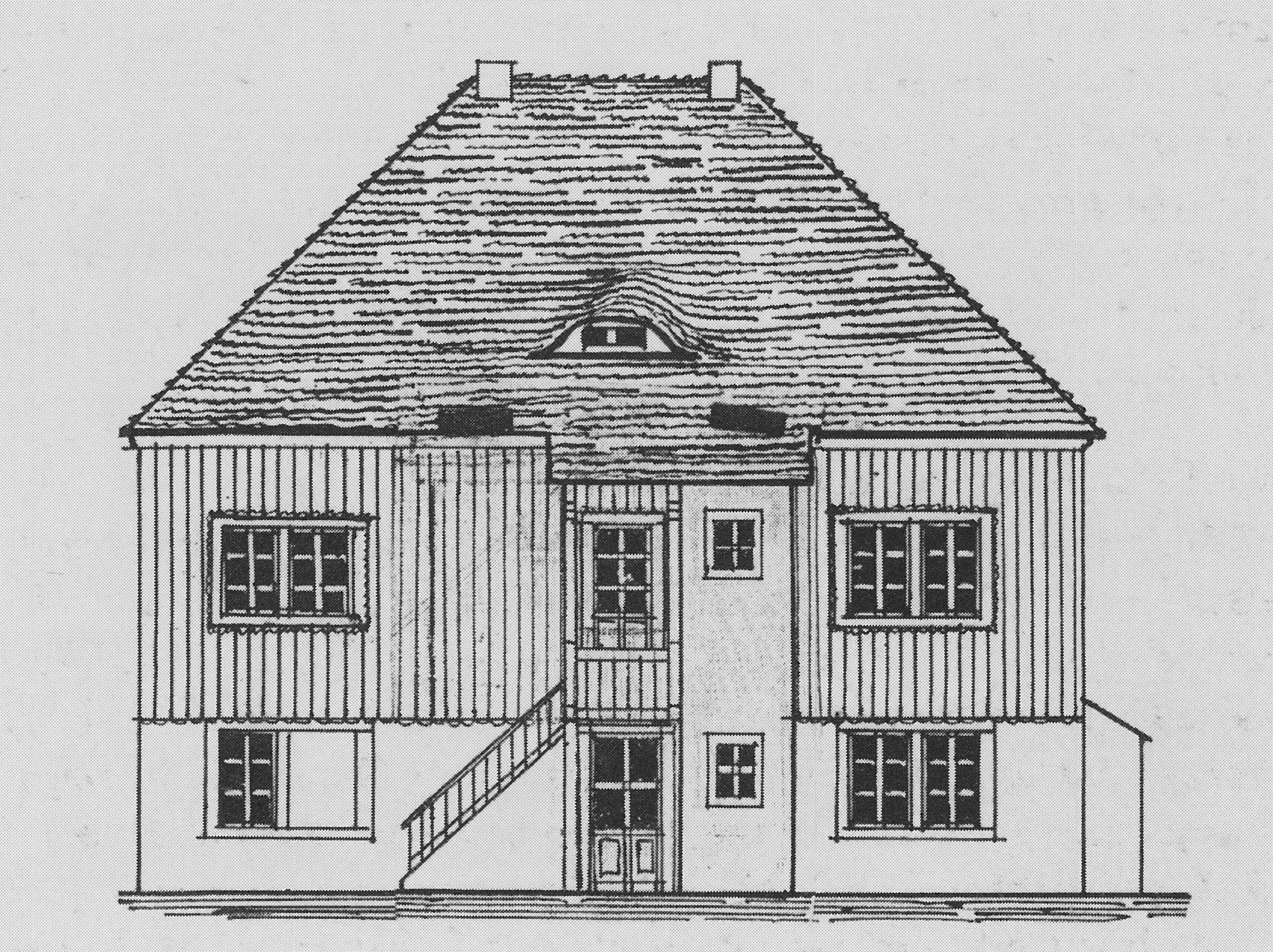
Bauzeichnung, 1912

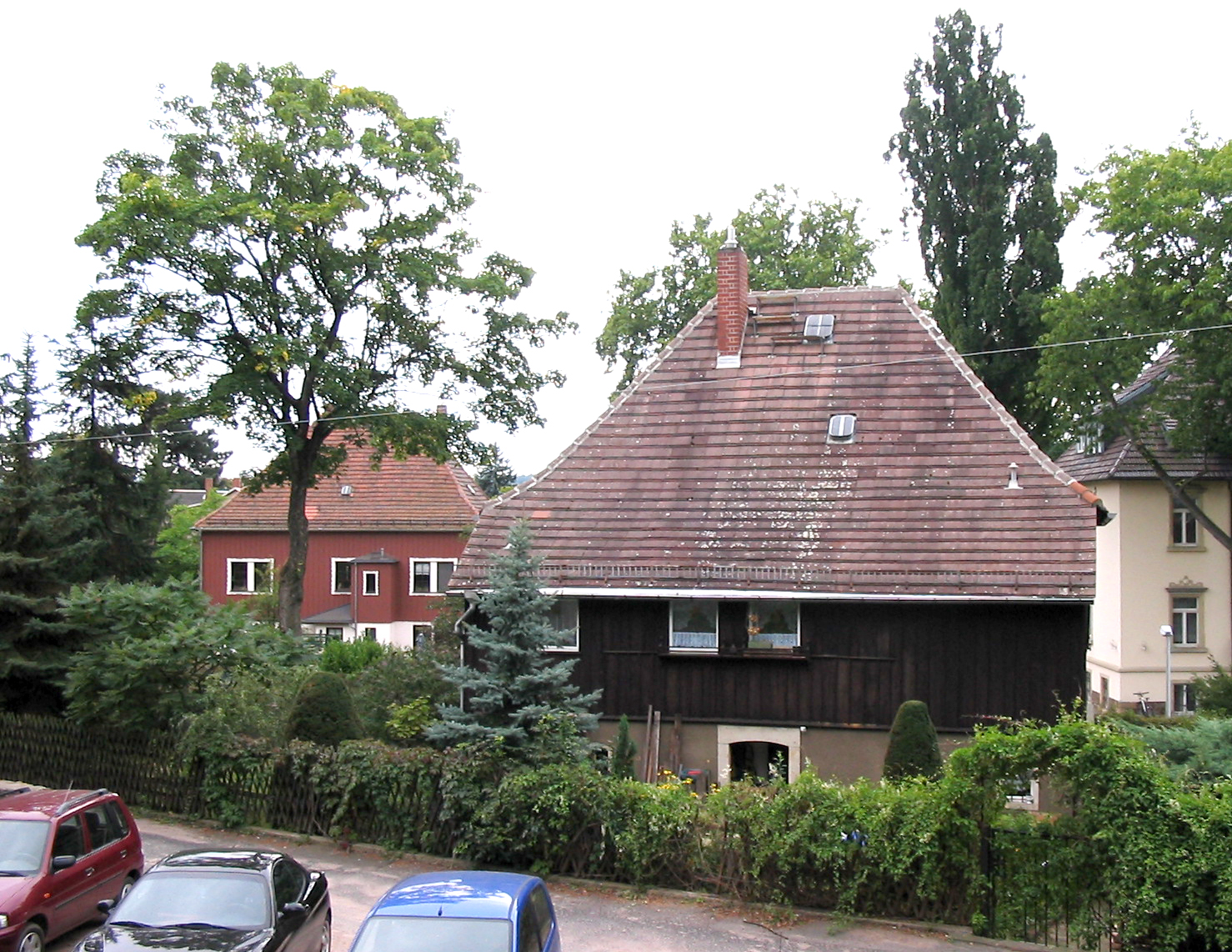
Von Norden aus: Unteres Berghaus, links hinten Haus Liborius, rechts Villa Am Jacobstein 1

In einem Kaufvertrag aus dem Jahr 1633 wird dieser Lößnitz-Weinberg bereits mit dem Namen Liborius bezeichnet. 1667 wird dort das erste Mal ein Gebäude erwähnt, auf der Karte von Hans August Nienborg aus dem Jahr 1714/1715 sind dort zwei Häuser und ein Nebengebäude verzeichnet.
Deren Besitzer J. G. Meißner wurde 1742 als Schankwirt der Winkelschänke von den Brauwirten der Kötzschenbrodaer Niederschänke, der Oberschänke und des Gasthofs in Naundorf verklagt, in seinem Weinausschank unerlaubt Bier aus Cossebaude und Oberwartha auszuschenken. Die Klage wurde jedoch abschlägig beschieden, da „die Kötzschenbrodaer Richter und Schöppen das Bier der eigenen Schenken als schlecht und untrinkbar“ bezeichneten. Die Schänke wurde bis mindestens 1756 betrieben.
1805 ließ sich ein Mitglied des Uradelsgeschlechts Senfft von Pilsach im Weinberg Liborius das heutige Herrenhaus Haus Liborius errichten.
1875 wurde das Anwesen geteilt, das Herrenhaus als separater Besitz wurde in den nächsten Jahrzehnten mehrfach erweitert und umgebaut. Auf dem restlichen Anwesen wurde das Winzerhaus abgerissen. Auf einer Karte von 1902 haben die Gebäudeumrisse bereits den heutigen Zustand. 1960 wurde die getrennten Grundstücke wieder vereint.
Mit der Neudeckung des Dachs 2010 wurden dort Schleppgauben eingebracht.